# Nada Vučković
Nada Vučković (Zagreb, 18. kolovoza 1937. – Zagreb, 17. siječnja 1998. ) je bivša hrvatska rukometašica.
Igrala je za Lokomotivu iz Zagreba, s kojom je šest puta osvojila osvojila državni kup te šest puta prvenstvo.
U sastavu bivše jugoslavenske ženske rukometne reprezentacije osvojila je srebrno odličje na SP 1965. i broncu 1957. godine. U anketi Sportskih novosti izabrana je za najbolju športašicu u Hrvatskoj 1957. i 1964. godine.